# Chambers County (Texas)
Das Chambers County ist ein County im Bundesstaat Texas der Vereinigten Staaten. Das U.S. Census Bureau hat bei der Volkszählung 2020 eine Einwohnerzahl von 46.571 ermittelt. Der Sitz der County-Verwaltung (County Seat) befindet sich in Anahuac.

## Geographie
Das County liegt südöstlich des geographischen Zentrums von Texas am Golf von Mexiko und gehört zur Houston–Sugar Land–Baytown Metropolitan Area. Es hat eine Fläche von 2258 Quadratkilometern, wovon 706 Quadratkilometer Wasserfläche sind. Es grenzt im Uhrzeigersinn an folgende Countys:  Liberty County, Jefferson County, Galveston County und Harris County.

## Geschichte
Chambers County wurde am 12. Februar 1858 aus Teilen des Jefferson County und Liberty County gebildet und die Verwaltungsorganisation am 2. August gleichen Jahres abgeschlossen. Benannt wurde es nach Thomas Jefferson Chambers (1802–1865), einem Surveyor General und Juristen in Mexiko und Texas sowie General in der Armee der Republik Texas. Während des Sezessionskriegs diente er als Freiwilliger unter dem Südstaaten-General John Bell Hood.

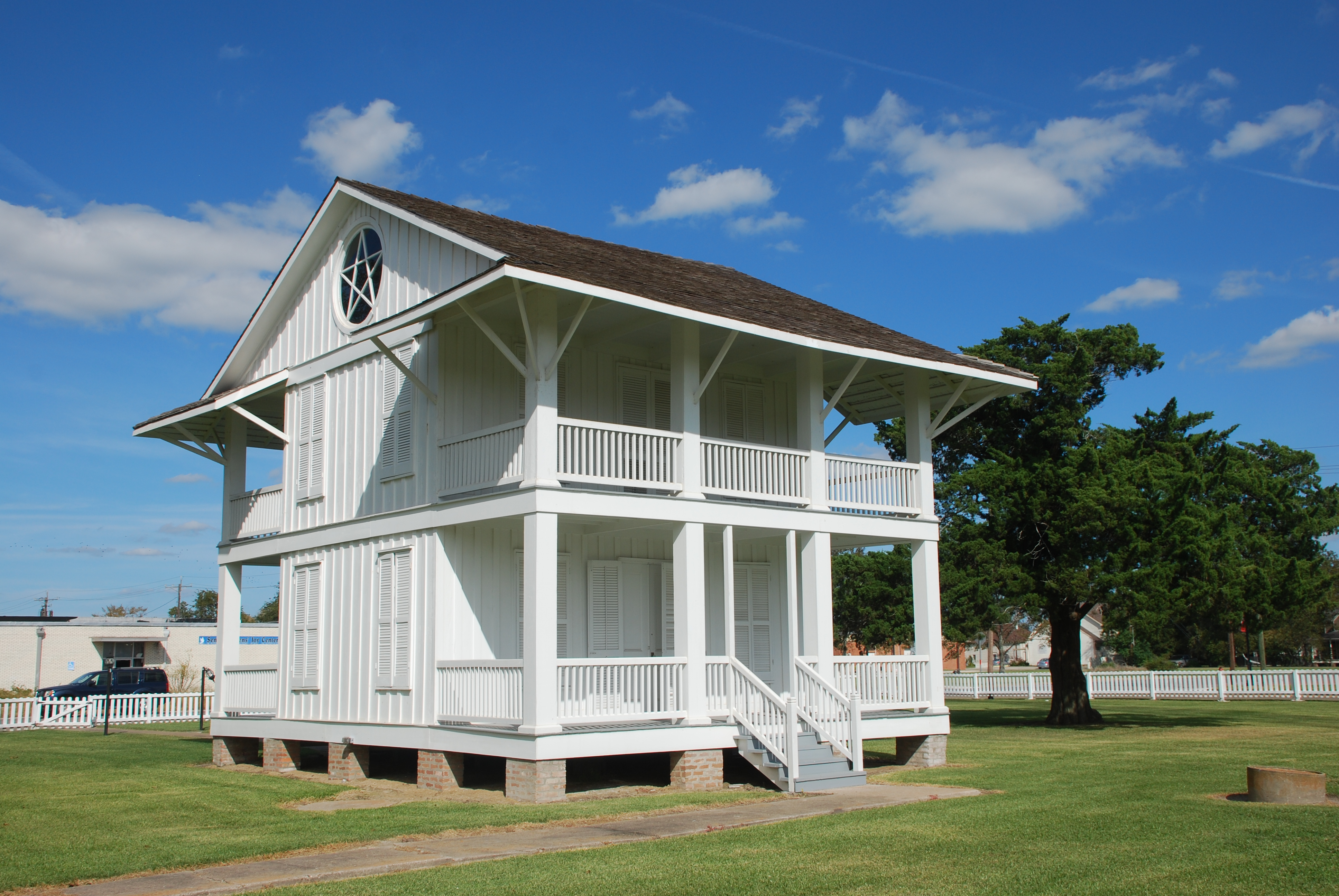
Chambersea ist einer von sechs Einträgen des Countys im NRHP.

Sechs Bauwerke und Stätten des Countys sind im National Register of Historic Places (NRHP) eingetragen (Stand 19. Oktober 2018).

## Demografische Daten

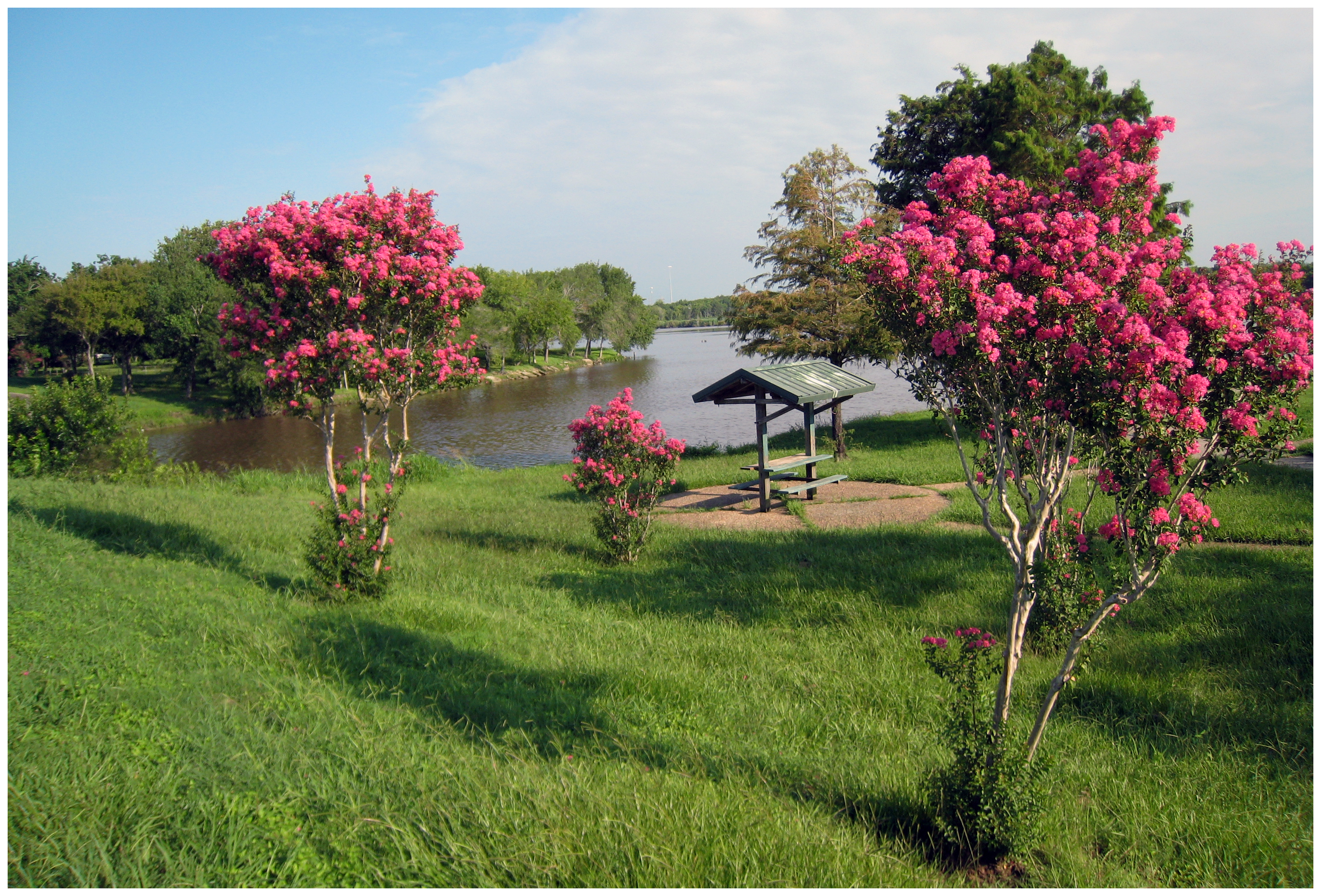
Der Goose Creek

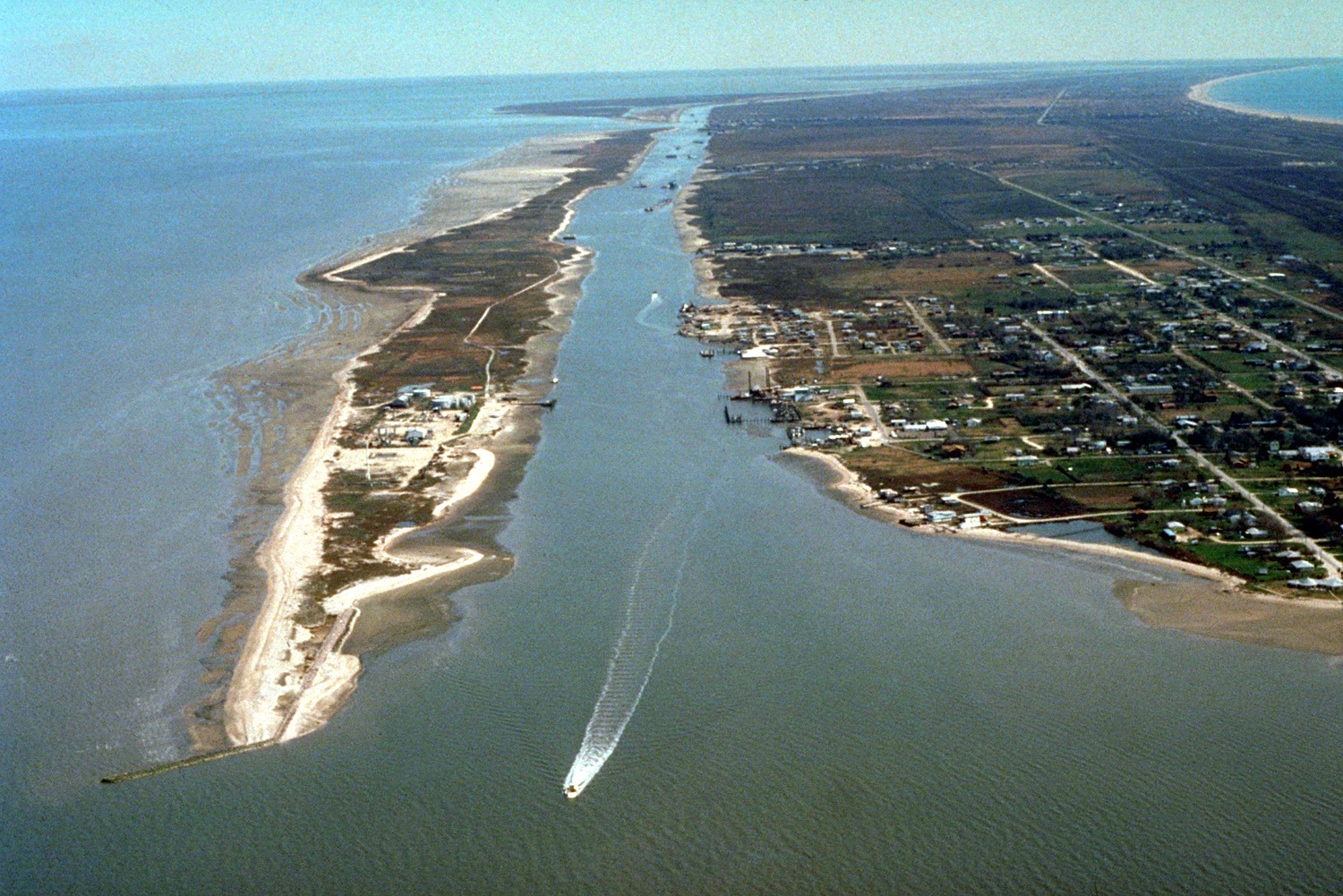
Die Bolivar-Halbinsel in der East Bay

Nach der Volkszählung im Jahr 2000 lebten im Chambers County 26.031 Menschen; es wurden 9.139 Haushalte und 7.219 Familien gezählt. Die Bevölkerungsdichte betrug 17 Einwohner pro Quadratkilometer. Ethnisch betrachtet setzte sich die Bevölkerung zusammen aus 81,88 Prozent Weißen, 9,77 Prozent Afroamerikanern, 0,48 Prozent amerikanischen Ureinwohnern, 0,67 Prozent Asiaten und 6,02 Prozent aus anderen ethnischen Gruppen; 1,18 Prozent stammten von zwei oder mehr Ethnien ab. 10,79 Prozent der Einwohner waren spanischer oder lateinamerikanischer Abstammung.
Von den 9.139 Haushalten hatten 40,6 Prozent Kinder oder Jugendliche, die mit ihnen zusammen lebten. 65,7 Prozent waren verheiratete, zusammenlebende Paare 9,0 Prozent waren allein erziehende Mütter und 21,0 Prozent waren keine Familien. 17,8 Prozent waren Singlehaushalte und in 6,7 Prozent lebten Menschen im Alter von 65 Jahren oder darüber. Die durchschnittliche Haushaltsgröße betrug 2,82 und die durchschnittliche Familiengröße betrug 3,20 Personen.
28,9 Prozent der Bevölkerung war unter 18 Jahre alt, 8,2 Prozent zwischen 18 und 24, 29,9 Prozent zwischen 25 und 44, 24,0 Prozent zwischen 45 und 64 und 9,0 Prozent waren 65 Jahre alt oder älter. Das Medianalter betrug 35 Jahre. Auf 100 weibliche Personen kamen 100,6 männliche Personen und auf 100 Frauen im Alter von 18 Jahren oder darüber kamen 99,8 Männer.
Das jährliche Durchschnittseinkommen eines Haushalts betrug 47.964 USD, das Durchschnittseinkommen einer Familie betrug 52.986 USD. Männer hatten ein Durchschnittseinkommen von 43.351 USD, Frauen 25.478 USD. Das Prokopfeinkommen betrug 19.863 USD. 8,3 Prozent der Familien und 11,0 Prozent der Einwohner lebten unterhalb der Armutsgrenze.

## Städte und Gemeinden
- Anahuac
- Baytown
- Beach City
- Cove
- Double Bayou
- Figridge
- Hankamer
- Monroe City
- Mont Belvieu
- Oak Island
- Old River-Winfree
- Sea Breeze
- Smith Point
- Stowell
- Todville
- Wallisville
- Winnie